# 環境学科
環境学科（かんきょうがっか）は、
環境学を教育する学科に環境学科もしくは環境科学科がある。以下の学校に設置されている。

## おもな設置校
- 環境学科 - 鳥取環境大学 環境学部　日本大学 生物資源科学部
- 環境科学科 - 山梨大学 長崎大学 石川県立大学 麻布大学 県立広島大学 大阪電気通信大学 和歌山県立向陽中学校・高等学校 岩手県立花巻農業高等学校 岐阜県立岐阜農林高等学校 岐阜県立恵那農業高等学校 埼玉県立久喜工業高等学校 香川県立高松南高等学校 鳥取県立倉吉農業高等学校　山口県立山口農業高等学校 岩手県立盛岡農業高等学校 広島県立世羅高等学校 新潟県立新発田農業高等学校 愛媛県立新居浜工業高等学校 島根県立出雲農林高等学校 静岡県立磐田農業高等学校 岩手県立花巻農業高等学校 岡山県立高梁城南高等学校 富山県立二上工業高等学校 岐阜県立大垣養老高等学校 静岡県立静岡農業高等学校 岐阜県立飛騨高山高等学校 福岡女子大学 新潟工科大学 京都市立洛陽工業高等学校 愛知県立小牧工科高等学校

## 類似の名称学科をもつ学校
工学部系
- 環境システム学科 - 武蔵野大学 工学部（2023年4月学科学生募集停止）
- 建築都市環境学科（リンク先参照）
- 社会環境学科 - 福岡工業大学 社会環境学部
- 環境工学科（リンク先参照）
- 建築設備環境学科 - 旧東北科学技術短期大学
- 環境科学科 - 愛知県立小牧工科高等学校、愛知県立一宮起工科高等学校、愛知県立岡崎工科高等学校、愛知県立碧南工科高等学校
- 環境技術科 - 名古屋市立工業高等学校

農学部系
- 緑地環境学科（リンク先参照）
- 共生環境学科 - 三重大学 生物資源学部
- 環境共生科学科 - 島根大学 生物資源科学部
- 亜熱帯農林環境科学科 - 琉球大学 農学部
- 生物資源環境学科（リンク先参照）
- 生物環境科学科 - 名古屋大学農学部 北里大学獣医学部 佐賀大学農学部 名城大学農学部 秋田県立大学生物資源科学部
- 生物圏環境科学科 - 富山大学 理学部
- 生産環境学科（リンク先参照）
- 食環境科学科 - 東洋大学板倉キャンパス食環境科学部
- 植物生産環境科学科 - 宮崎大学 農学部
- 森林緑地環境科学科 - 宮崎大学 農学部
- 地域環境学科（リンク先参照）

人間環境学系
- 人間環境学科 - 帝塚山大学短期大学部　東海大学 教養学部　湘南工科大学 工学部
- 人間環境科学科 - お茶の水女子大学（人間・環境科学科、2024年募集停止予定) 早稲田大学人間科学部
- 環境人間学科 - 兵庫県立大学環境人間学部

その他
- 環境共生学科 - 神戸大学国際人間科学部　熊本県立大学環境共生学部
- 生活環境学科 - 東海学園大学短期大学部 光華女子大学 短期大学部 姫路短期大学
- 生活環境科学科 - 鳥取県立智頭農林高等学校
- 生命圏環境科学科 - 東邦大学
- くらし環境学科 - 西九州大学短期大学部
- 住環境学科（リンク先参照）
- 経営環境学科 - 酪農学園大学 環境システム学部
- 海洋環境学科 - 東京海洋大学 海洋科学部
- 地圏環境科学科 - 東北大学理学部
- 自然環境学科 - 帝京科学大学 生命環境学部